# Edmée Hiemstra
Edmée Winnifred Hiemstra (Baarn, 22 juli 1970) is een voormalige Nederlands waterpolospeelster. Ze nam eenmaal deel aan de Olympische Spelen, maar won hierbij geen medailles.
Met het Nederlandse team werd Hiemstra wereldkampioen in 1991 en in 2000 eindigde ze met Oranje tijdens de Olympische Spelen van Sydney op de vierde plaats. In de competitie kwam Hiemstra uit voor ZWV Nereus uit Zaandam.
Gillian van den Berg · 
Karla van der Boon · 
Hellen Boering · 
Daniëlle de Bruijn · 
Edmée Hiemstra · 
Karin Kuipers · 
Ingrid Leijendekker · 
Patricia Libregts · 
Mirjam Overdam · 
Heleen Peerenboom · 
Carla Quint · 
Marjan op den Velde · 
Ellen van der Weijden-Bast